# Семиарундинария
Семиарундина́рия, или Полуарундина́рия (лат. Semiarundinária) — олиготипный род многолетних растений подсемейства Бамбуковые (Bambusoideae) семейства Злаки, или Мятликовые (Poaceae).

## Ботаническое описание
Бамбуки 3—10(15) высотой. Корневище ползучее, толстое. Стебли одревесневающие, немного сплющенные, слабо желобчатые, тёмно-зелёные с пурпурно-коричневым оттенком. Стеблевые влагалища опадающие. Ветви отходят от узлов по нескольку. Листовые влагалища голые, с легко обламывающимися, прямыми, мягкими щетинками, по краю реснитчатые; ушки отсутствуют. Язычки тонкокожистые, коротковолосистые, 0,3—1 мм длиной. Листья узколанцетные, сверху тёмно-зелёные, снизу сизоватые, 10—18 см длиной и 1,5—2,5 см шириной. Черешок 2—5 мм длиной.
Соцветие — кистевидная метёлка. Колоски многоцветковые. Колосковых чешуй 2. Цветковые чешуи тонкокожистые. Тычинок 3. Столбик с 3 реснитчатыми рыльцами. Плод — продолговатая зерновка.

## Таксономия
Род Семиарундинария включает 7 видов:
- Semiarundinaria densiflora (Rendle) T.H.Wen
- Semiarundinaria fastuosa (Mitford) Makino — Семиарундинария пышная, или Семиарундинария великолепная
- Semiarundinaria fortis Koidz.
- Semiarundinaria kagamiana Makino
- Semiarundinaria shapoensis McClure
- Semiarundinaria sinica T.H.Wen
- Semiarundinaria yashadake (Makino) Makino